# أسلية
الفَصِيلَةُ الأَسَلِيَّةُ أو الأسليّات (باللاتينية: Juncaceae) هي فصيلة نباتية من أحاديات الفلقة. نباتات هذه الفصيلة بطيئة النمو وجذمورة، وربما تشبه الأسليات ظاهرياً الأعشاب. كثيراً ما تنمو في تربة مُجدبة وضمن مدى كبير من درجات الرطوبة المتفاوتة. وبعض الأنواع يُمكن أن توجد ضمن حرارة مناخ قارس أو على الجبال المدارية. توجد القليل من النباتات الحولية ضمن الأسليات، لكن معظمها نباتات معمرة.

## أجناس
تضم الفصيلة ثمانية أجناس أهمها الأسل (باللاتينية: Juncus) وحوالي 400 نوع:
- الأسل
- المتلألئة

## تعريف[4]
الأسليّات هي مجموعة من النباتات ذات الأوراق الطويلة والأعشاب الحزمية، تُعرف بـ"الأَسَلا"، وتنمو عادة في المستنقعات العذبة أو قليلة الملوحة، وعلى الشواطئ الرطبة. تتميّز هذه النباتات بأوراقها الأسطوانيّة الدقيقة والّتي تُستخدم في صناعة السلال والحُصر والستائر. يُمكن طحن الأوراق لاستخدامها في صناعة الحبال والخيوط، ويُستخدم لُبّ بعض الأنواع في صناعة الشموع.

### الفصيلة الأسلية
تحتوي فصيلة الأسليّات على حوالي 500 نوع، يوزّعون على 10 أجناس مختلفة. يتواجد معظم أنواعها في المناطق ذات المناخ المعتدل والبارد حول العالم. تتميّز أغلب نباتات هذه الفصيلة بجذاميرها الترابية، حيث تنمو على شكل زوائد أرضيّة أو بأشكال كتليّة، وتتّصف أوراقها الهوائيّة بالخضرة والعقد البسيطة، وقد تتضمّن بعض الأنواع تجميع الأوراق معًا بحيث يقتصر نموّها على الأجزاء العرضيّة. وتتميّز أوراق بعض أنواع جنس الجنكو بنسيجها الورقي المتخصّص، حيث يتكوّن من خلايا نجميّة وفجوات هوائيّة واسعة.

### أسل المصب
هو نبات معمّر يتميّز بجذمور قصيرة مائلة أو أفقيّة ومتفرّعة بشكل كثيف. تتميّز السوق بشكلها الأسطوانيّ القائم، وتتراوح أطوالها بين 30 و120 سم، وأقطارها بين 1 و4 مم، وتكون سلسة عندما تكون طرّية، بينما تظهر مخطّطات على سطحها عندما تجفّ. تحتوي السوق على مخ مستمرّ. تتميّز الأزهار بصغر حجمها، وتتميّز الثمار بشكل علبيّ مقوّر شبه بيضويّ ذي ثلاثة أضلاع. ينتشر نبات الأسل المصبّ في مناطق مثل سوريا ولبنان وشمال إفريقيا وسيبيريا، ويُزرع في المناطق الرطبة لتثبيت تربة السدود المائيّة.

## الفصيلة السوطيّة والفصيلة الربوطيّة[5]
الفصيلة السوطيّة تتألّف من ثلاثة أجناس وعشرة أنواع، وتوزّع بشكل رئيسيّ في المناطق المداريّة حول العالم القديم. بعض المصنِّفين يصنّفونها ضمن رتبة الكوميلينات. أمّا الفصيلة الربوطيّة، فتضمّ حوالي 10 أجناس و25 نوعًا، وتنتشر في المناطق المداريّة من غرب إفريقيا حتّى شرق أمريكا.